# Karl Eberle
Karl Eberle, auch Carl Eberle (* 4. September 1869 in Blieskastel; † 4. Mai 1950 in Wuppertal) war ein deutscher Politiker und Landtagsabgeordneter der SPD im Landtag von Preußen.

## Leben
Karl Eberle besuchte von 1976 bis 1883 die Volksschule und danach bis 1883 die Lateinschule in Blieskastel. 1883 begann er eine Lehre als Drechsler, die er 1886 erfolgreich beendete. Bis 1883 war er als Drechslergeselle tätig. Von 1893 bis 1901 war er selbständiger Drechslermeister in Barmen.
Politisch wurde Karl Eberle erstmals 1888 durch seinen Eintritt in die Gewerkschaft aktiv. 1889 trat er der SPD bei. Hier nahm er 1893 in Köln, 1895 in Breslau und 1901 in Lübeck an den Parteitagen teil. Im Jahr 1893 wurde er Vorsitzender des Gewerkschaftskartells. 1901 wechselte er als Redakteur zur Freien Presse nach Elberfeld. Hier war er bis 1907 tätig.
Bereits 1899 gründete er mit Gleichgesinnten die Konsumgenossenschaft Vorwärts in Barmen. Von 1906 bis 1907 war er dort Aufsichtsratsvorsitzender, von 1907 bis 1919 geschäftsführendes Vorstandsmitglied. Die Gebäude der Konsumgenossenschaft wurden 1933 von der SA konfisziert. 1945 war er beim Wiederaufbau der Genossenschaft wieder aktiv dabei. Im Jahr 1909 wurde er trotz Dreiklassenwahlrecht einer von vier SPD-Stadtverordneter in Barmen. Dieses Amt bekleidete er bis 1919. Danach wechselte er als erster hauptamtlicher Beigeordneter der SPD an die dortige Verwaltungsspitze. 1929 bekleidete er dieses Amt in Wuppertal.
Von 1921 bis 1933 war er Mitglied des Preußischen Staatsrates und von 1920 bis 1933 Mitglied des rheinischen Provinziallandtages, wo er von 1924 bis 1933 stellvertretender Präsident war. Von 1919 bis 1921 war er Mitglied der Landtages in Preußen. In den Jahren 1898 und 1903 kandidierte er erfolglos für den Reichstag im Wahlbezirk Aachen 3.  Am 4. Mai 1950 starb er im Alter von 80 Jahren in Wuppertal.